# Silla (Estonie)
Silla est un village d'Estonie situé dans la commune de Mustjala du comté de Saare.